# Мостон (Вісконсин)
Мостон (англ. Mauston) — місто (англ. city) в США, в окрузі Джуно штату Вісконсин. Населення — 4347 осіб (2020).

## Географія
Мостон розташований за координатами 43°48′5″ пн. ш. 90°4′56″ зх. д. / 43.80139° пн. ш. 90.08222° зх. д. (43.801304, -90.082332).  За даними Бюро перепису населення США в 2010 році місто мало площу 12,43 км², з яких 11,38 км² — суходіл та 1,05 км² — водойми.

## Демографія
Згідно з переписом 2010 року, у місті мешкали 4423 особи в 1779 домогосподарствах у складі 985 родин. Густота населення становила 356 осіб/км².  Було 2006 помешкань (161/км²).
Расовий склад населення:
| - 92,8 % — білих - 2,6 % — чорних або афроамериканців - 1,2 % — корінних американців - 0,7 % — азіатів |

До двох чи більше рас належало 2,0 %. Частка іспаномовних становила 3,5 % від усіх жителів.
За віковим діапазоном населення розподілялося таким чином: 22,3 % — особи молодші 18 років, 60,6 % — особи у віці 18—64 років, 17,1 % — особи у віці 65 років та старші. Медіана віку мешканця становила 39,3 року. На 100 осіб жіночої статі у місті припадало 100,3 чоловіків;  на 100 жінок у віці від 18 років та старших — 102,7 чоловіків також старших 18 років.
Середній дохід на одне домашнє господарство  становив 52 794 долари США (медіана — 41 660), а середній дохід на одну сім'ю — 59 793 долари (медіана — 48 017). Медіана доходів становила 36 977 доларів для чоловіків та 34 016 доларів для жінок. За межею бідності перебувало 16,0 % осіб, у тому числі 17,6 % дітей у віці до 18 років та 7,4 % осіб у віці 65 років та старших.
Цивільне працевлаштоване населення становило 1955 осіб. Основні галузі зайнятості: виробництво — 20,3 %, мистецтво, розваги та відпочинок — 18,9 %, освіта, охорона здоров'я та соціальна допомога — 18,5 %.